# Jean-Pierre Antoine Chirat
Jean-Pierre Antoine Chirat est un homme politique français né le 27 mai 1757 à Lyon (Rhône) et décédé à Souzy le 6 août 1838.
Procureur général syndic du département de Rhône-et-Loire au début de la Révolution, il est ensuite maire de Souzy et député de 1791 à 1792. Il devient juge de paix sous la Restauration.
Il est le frère de Charles Bernardin Chirat, député sous le Premier Empire.

## Sources
- « Jean-Pierre Antoine Chirat », dans Adolphe Robert et Gaston Cougny, Dictionnaire des parlementaires français, Edgar Bourloton, 1889-1891 [détail de l’édition]